# Мажейков, Василий Сергеевич
Васи́лий Серге́евич Маже́йков (2 ноября 1948, Липовцы, Октябрьский район, Приморский край, СССР — 25 июля 2020, Алма-Ата, Казахстан) — советский тяжелоатлет, чемпион СССР (1975), серебряный призёр чемпионата Европы и мира (1975). Мастер спорта СССР международного класса (1975).

## Биография
Василий Мажейков родился 2 ноября 1948 года в селе Липовцы Октябрьского района Приморского края.
В 1960—1967 годах жил в городе Кызыл-Орда, где в возрасте 16 лет начал заниматься тяжёлой атлетикой у Владимира Кима. В дальнейшем переехал в Алма-Ату и продолжил тренироваться под руководством Анатолия Небучина.
В 1975 году выиграл чемпионат СССР, проходивший в рамках VI летней Спартакиады народов СССР. После этого успеха был включён в состав сборной страны на чемпионате мира и Европы в Москве, где завоевал серебряные награды и уступил только известному болгарскому атлету Валентину Христову.
В 1979 году окончил Казахский государственный институт физической культуры. В 1980 году завершил свою спортивную карьеру.
Умер 25 июля 2020 года в Алма-Ате. Похоронен на кладбище посёлка Баганашил.